# 尼斯特
尼斯特是德国黑森州的一个市镇。总面积4.05平方公里，总人口1784人，其中男性881人，女性903人（2011年12月31日），人口密度440人/平方公里。